# وليد جاسم المخلف
وليد جاسم المخلف هو إعلامي كويتي، ومقدم برامج تلفزيوني.

## مسيرته المهنية
بدأ المخلف عمله الإعلامي مراسلاً لدى قناة روتانا ثم مراسلاً لتلفزيون البحرين حتى بدأ بعدها عمله كمذيع ومقدم برامج حيث كانت انطلاقته من إذاعة وتلفزيون الكويت وقدم خلالها العديد من البرامج، كما يكتب مقالات رياضية في صحيفة الأنباء الكويتية، وصحيفة الأيام البحرينية.

## برامجه في الإذاعة الكويتية
- صباح الخير يا كويت
- مساء الخير يا كويت
- مراحب
- إذاعة على الهواء
- الأحداث الرياضية

## أعماله

### من البرامج التي قدمها
| اسم البرنامج       | على قناة         |
| ------------------ | ---------------- |
| صباح الخير يا كويت | تلفزيون الكويت 1 |
| مساء الخير يا كويت | تلفزيون الكويت 1 |
| سهرة مع النجوم     | تلفزيون الكويت   |
| حوار               | تلفزيون الكويت 1 |
| استراحة الجمعة     | تلفزيون الكويت 1 |
| ليل القصيد         | تلفزيون الكويت 1 |
| تحت الأربعين       | تلفزيون الكويت 1 |
| منها               | كويت سبورت       |
| ألو خليجي          | كويت سبورت       |
| مشاهدينا           | كويت سبورت       |
| الثالثة معاكم      | كويت سبورت       |
| نجوم               | كويت سبورت       |
| كافيه رياضي        | كويت سبورت       |
| الـ 18             | تلفزيون الرأي    |